# Маскито
Маскито (итал. Maschito) је насеље у Италији у округу Потенца, региону Базиликата.
Према процени из 2011. у насељу је живело 1611 становника. Насеље се налази на надморској висини од 594 м.

## Становништво
Према резултатима пописа становништва 2011. у општини је живело 1.730 становника.
| 1951. | 1961. | 1971. | 1981. | 1991. | 2001. | 2011. |
| ----- | ----- | ----- | ----- | ----- | ----- | ----- |
| 3.819 | 3.589 | 2.630 | 2.100 | 1.951 | 1.864 | 1.730 |